# 杨良保
杨良保（？年—），中国科学院合肥物质科学研究院研究员，中国科学技术大学博士生导师。

## 生平
1998年毕业于安徽工程大学食品专业。2003年于安徽师范大学获教育硕士学位。现任中国科学院合肥物质科学研究院健康与医学技术研究所研究员。

## 学术贡献
主要从事表面增强拉曼光谱检测新方法、快速检测仪器研制及其应用研究。在J. Am. Chem. Soc., Chem. Soc. Rev., Anal. Chem.等发表论文100余篇。主持国家863计划项目、国家自然科学基金面上项目等科研项目多个，研究成果曾获国家技术发明二等奖、安徽省自然科学一等奖。

## 社会兼职
中国物理学会光散射专业委员会委员，中国分析测试协会标记免疫分析专业委员会委员。

## 奖励
- 2016年，获安徽省自然科学一等奖（第三完成人）[5]
- 2020年，获国家技术发明二等奖（第二完成人）[6]